# امیندولارا
امیندولارا (به ایتالیایی: Amendolara) یک سکونتگاه مسکونی در ایتالیا است که در استان کزنتزا واقع شده‌است.

## خصوصیات
امیندولارا ۶۴ کیلومترمربع مساحت و ۳٬۰۶۷ نفر جمعیت دارد و ۲۲۷ متر بالاتر از سطح دریا واقع شده‌است.